# Яфаровский сельсовет
Яфаровский сельсовет — сельское поселение в Александровском районе Оренбургской области Российской Федерации.
Административный центр — село Яфарово.

## История
Статус и границы сельского поселения установлены Законом Оренбургской области от 9 марта 2005 года № 1892/320-III-ОЗ «О муниципальных образованиях в составе муниципального образования Александровский район Оренбургской области».

## Население
| 2010 | 2012 | 2013 | 2014 | 2015 | 2016 | 2017 |
| ---- | ---- | ---- | ---- | ---- | ---- | ---- |
| 661  | ↘652 | ↘630 | ↗636 | ↘594 | ↘583 | ↘557 |
| 2018 | 2019 | 2020 | 2021 |      |      |      |
| ↘521 | ↘507 | ↘485 | ↘475 |      |      |      |

## Состав сельского поселения
| № | Населённый пункт | Тип населённого пункта       | Население |
| - | ---------------- | ---------------------------- | --------- |
| 1 | Комсомольский    | посёлок                      | 152       |
| 2 | Яфарово          | село, административный центр | 509       |

### Упразднённые населённые пункты
Октябрьский — упразднённый в 1997 году посёлок.